# Ábúni offenzíva
A 2017-es ábúni offenzíva a Szíriai Arab Hadsereg katonai offenzívája volt a felkelői csapatok ellen Damaszkusz külvárosaiban a szíriai polgárháború idején. A hadművelet eredeti célja az volt, hogy visszafoglalják Damaszkusz Ábún és Bare külterületeit a Hay’at Tahrir al-Sham (HTS) erőitől.

## Előzmények
2014-ben a felkelők kezén lévő Ábún, Bare és Tishreen hivatalos vagy félhivatalos megállapodást kötött a kormányerőkkel, mely alapján az ország vezetése garantál bizonyos szolgáltatásokat (elektromosság és víz), s ezért cserében a felkelők hozzáférést biztosítanak a stratégiai fontosságú Barzehez és a Tishreeni Katonai Kórházhoz. Miután a kormány 2016 végén győzött Kelet-Aleppóban, a seregek Damaszkusz külvárosai felé fordultak, és megtámadták Wadi Baradát, és jobban behatoltak Kelet-Gútába. Ilyen előzmények után indított a kormány támadást Ábúnban és más keleti külvárosokban.

## Az offenzíva

### Kezdeti légi bombázások és tárgyalások
Február 18-tól a Szíriai Arab Hadsereg rakétákat és nehéztüzérségi lövedékeket lőtt ki a területen lévő felkelői erődítményekre. Szinte azonnal tárgyalások kezdődtek a helybéli felkelők és a kormány tagjai között arról, hogy a felkelők milyen feltételekkel adhatják meg magukat. A szárazföldi támadás ekkor még nem indult meg. Miután végül a felkelők nem adták meg magukat, a kormány február 24-én ismét elkezdte lőni a felkelők állásait.

### Szárazföldi támadások
Február 26-án megindultak a szárazföldi bevetések, melyekkel a jelentések szerint a hadsereg rögtön elfoglalta az Ábún és Bare közötti farmterületeket. Ezután egy egész hetes tüzérségi támadás vette kezdetét.
A március 5-i tüzérségi támadás után két irányból két dandár nyomult előre, és teljesen megtisztították a területet Harasta és Ábún között, és elérték Ábún első lakóövezetét. Aznap a felkelők a közeli kormányzati kézen lévő kerületeket vették célba. Másnap a Hadsereg szerint újabb fegyverletételi lehetőséget kaptak a felkelők, melyet ismét visszautasítottak, s ezt követően folytatódott a katonai hadművelet.
Március 10-én a Hadsereg nyugatról támadta meg Ábúnt, és megszerzett 700 métert. A jelentések szerint több háztömböt és egy fegyverraktárat elfoglaltak, valamint elérték a külváros centrumát. A jelentések szerint két nappal később Ábún külvárosában a kormány elfoglalta a Szabad Szíriai Hadsereg (FSA) egyik börtönét, miközben megszerezték az Ábónt Barével összekötő útvonalat, és így abban is előre léptek, hogy elvágják az összeköttetést a két kerület között.
Március 13-án a jelentések szerint a kormány elfoglalt három mecsetet Ábún északkeleti részén, és nagyrészt bekerített egy negyediket a kerület délkeleti felén. Négy nappal később a hadsereg megtámadott egy tejüzemet, és néhány órányi harc után itt is és a kerület több pontján is biztosítani tudták az ellenőrzésüket. Március 18-án a Szíriai Hadsereg arról számolt be, hogy áttörte a felkelők védvonalát a városnál, és elfoglalta az FSA egyik dandárjának a központját.

### A felkelők Jobar felől támadnak

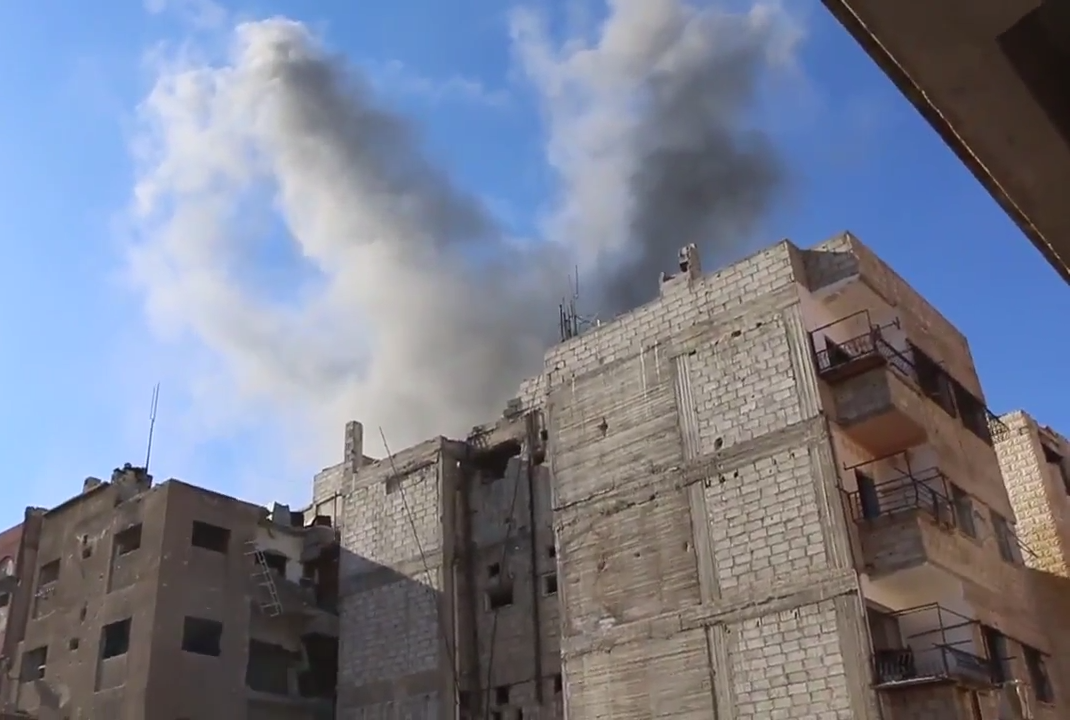
Füst gomolyog Jobar egyik épületéből, miután a felkelői ellentámadás során egy bomba eltalálta.

Március 19-én az ostrom alatt álló Ábúnon és arzén kívülről csapatok érkeztek a szórványrészhez, hogy csökkentsék a bent lévőkre nehezedő nyomást. A feladatuk az volt, hogy összekössék Jobart az ostromlott két kerülettel. A felkelői offenzívában részt vettek a HTS, az FSA és a hozzá kapcsolódó Failaq al Rahman harcosai. A Jobaron belül lévő felkelők megtámadták a Hadsereg Ábúnhoz közeli posztját, az ö9sszecsapások fő színhelye pedig a Karash-Jobar vonalon volt. A felkelők leginkább Abbasiyin kerületet vették célba. A nap folyamán a elkelők több épületet is elfoglaltak, mielőtt bejutottak volna az Abbasid tér környékére. Két éve ez volt az első alkalom, hogy a felkelők ennyire közel lennének a főváros központjához. A HTS harcosai két autóbombát küldtek a helyszínre, majd utánuk egy alagútbombát is robbantottak. A felkelők az éj leple alatt alagutakon keresztül is megtámadták a Hadsereg állomásait. A támadás során tüzérséggel lőtte a felkelők csapata Damaszkusz belvárosát. Ábún ostromát ideiglenesen áttörték, később a Hadsereg több pontról is kivonult, nehogy a felkelők túlerővel nyomják ki őket A felkelők több ipari területet és épületet is elfoglaltak. Nem sokkal később azonban a Hadsereg egy ellentámadást indított, melyben 37 légi támadást is bevetett. Az ellentámadásban a hadsereg visszafoglalt egy elektromos létesítményt, és nyomultak tovább a Mercedes gyára felé. A stratégiai Abbasiya műhely körül egész éjszaka heves harcok dúltak. Végül ezt a Hadsereg sikeresen visszafoglalta. A nap folyamán az SOHR feljegyzései szerint 26 katona és 21 felkelő valamint dzsihadista halt meg.
Március 20-án reggelre a Szíriai Hadsereg visszaszerezte a felkelők által elfoglalt terület egészét, vagy annak túlnyomó részét, miután 16 órán át harcoltak. Az ipari parkban még több helyszínt meg tudtak tartani a felkelők. A Hadsereg szerint 72 katona és 80–100 felkelő vesztette életét, előbbiek többségével öngyilkos merénylők végeztek. Az ellenzéki párti SOHR csoport szerint 38 katona és 34 felkelő halt meg. Összességében a kormány több mint 400 tüzérségi lövedéket lőtt ki, valamint 80-nál is több alkalommal hajtott végre légi támadást a harcok alatt.
Március 21-én a felkelők új támadást indítottak, melyben autóbombákat vetettek be. Az öngyilkos merénylőt még célja elérése előtt megállították, de a felkelők szét tudták porlasztani a Hadsereg védvonalait, és két órányi harc árán elfoglalták ismét az Összeszerelő Gyárat. Ezután a Szíriai Hadsereg az NDF támogatásával új támadást indított, melyet azonnal visszavertek. Azonban a Hadsereg támadása, mely során egy alagútbombát is bevetettek a felkelők állásai ellen, oda vezetett, hogy sikeresen visszafoglalták az Összeszerelő Gyárat, a felkelőknek pedig kelet felé vissza kellett vonulniuk. A Hadsereg bejelentette, hogy minden olyan területet, melyet korábban a felkelők megszereztek, visszafoglalták.

### A Hadsereg támadásai újraindultak Ábúnban és Barében

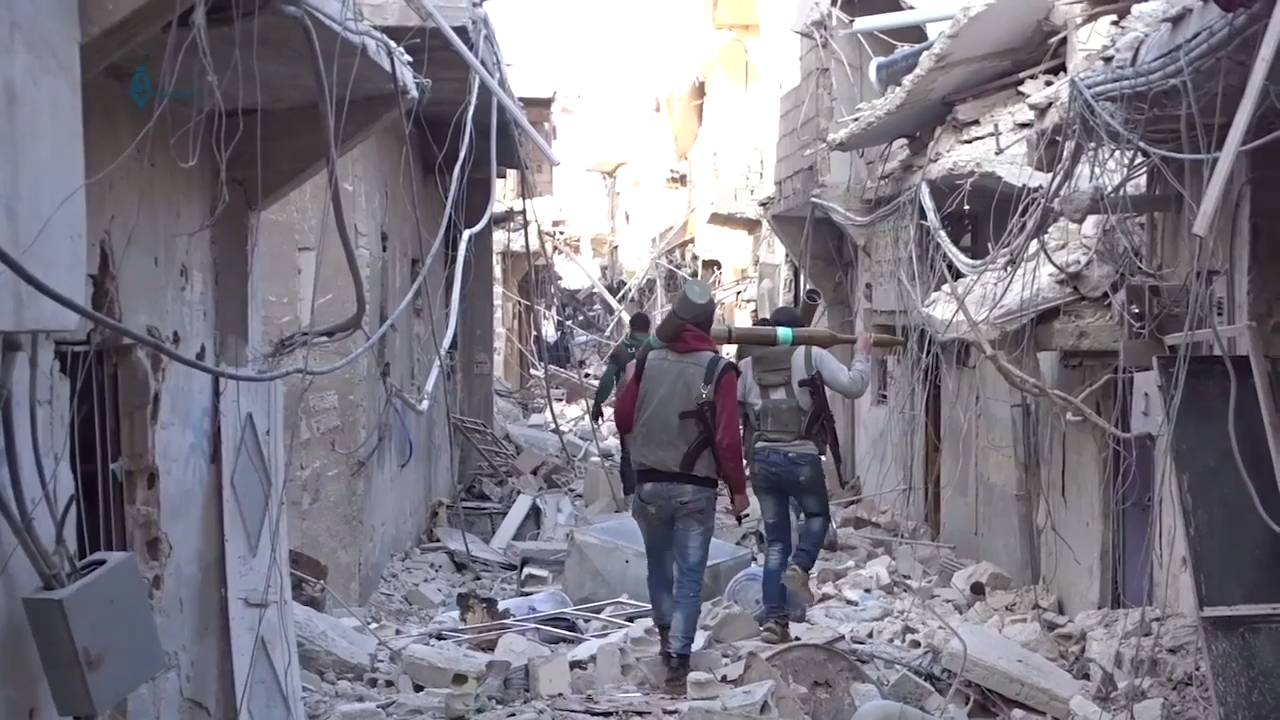
Felkelők sétálnak át Ábún egyik lerombolt utcáján.

Március végén a Köztársasági Gárda 105. Dandárja több mint 10 épületet elfoglalt Jobar északkeleti részén. Április elején megújultak a Hadsereg akciói Ábúnban, a hadsereg csapatai pedig a hírek szerint a kerület délkeleti részén egy nap alatt elfoglaltak öt épülettömböt. Ezen felül felfedeztek három felkelői alagutat, melyek közül az egyik olyan széles volt, hogy még járművek is befértek oda.
Április 3-án a kormány csapatai jelentős előretörést értek el Ábún és Bare területén is, és Ábúnban megszerezték az Al-Tahrib tér jelentős részét, valamint Bare túlnyomó többségét. Egy ezt követő felkelői ellentámadás során azonban Bare jelentős részét visszafoglalták. A Hadseregnek így is sikerült megszereznie a Hafez utat, mely stratégiai összeköttetést nyújt Ábún és Bare között. Ezután ostrom alá vették Barét is. Másnap folytatódtak a harcok Ábún Tishreen nevű területén és az Al-Tahrib Souq utca mentén.
Egy héttel később a Hadsereg területeket szerzett meg Ábún külvárosaiban az al-Baalah Farmoknál. Ezen kívül április 12-én a Hadsereg elfoglalta a felkelők egyik stratégiai alagútját, melyen keresztül az utánpótlást biztosították. Április 17-én további legalább 15 ábúni épülettömb megszerzésével tovább folytatódott a Hadsereg előre törése. Április 18-án a jelentések szerint a Szíriai Hadsereg elfoglalta Ábúnban a felkelők egyik börtönét, ahonnét 34 túszt engedtek szabadon. Öt nappal később egy újabb területszerzéskor a Hadsereg elfoglalta az Ábúni Energiavállalat létesítményeit és az Al-Hussein mecsetet.

### A felkelők széthúzása és belharca; Ábún és Bare feladása

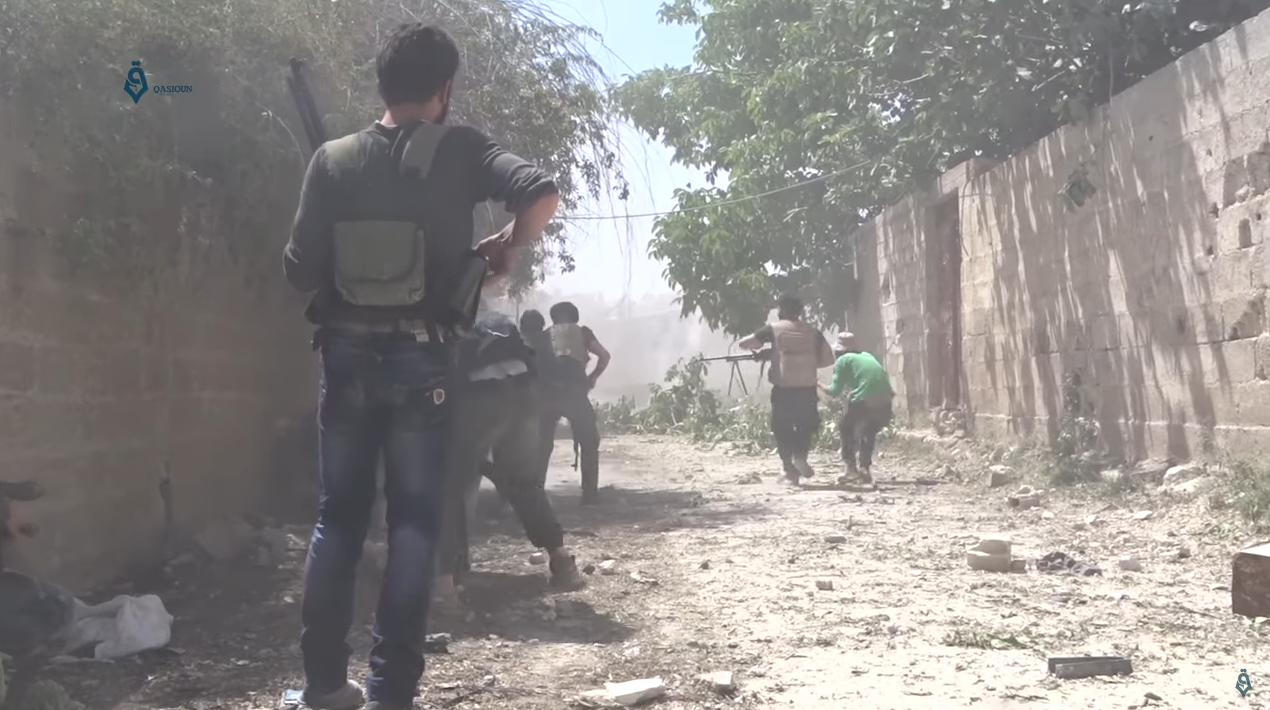
Felkelők harcolnak Ábúnban.

Április 28-án elmérgesedtek a törzsközi viszonyok Kelet-Gútában, a Jaysh al-Islam harcosai megtámadták a HTS és a Faylaq Al-Rahman seregeit. A Jaysh al-Islam szerint erre azért került sor, mert a felkelői csapatok meggátolták, hogy konvojaival erősítést küldjön az Ábún külvárosaiban harcoló seregeinek. Ennek hatására a Hadsereg ismét területeket szerzett meg Ábúnban.
A törzsközi harcok folytatódásának és annak májusba való áttolódásának köszönhetően a kormányerők áttörték a felkelők Áébún körül emelt védvonalának délkeleti részét, és sok épülettömböt elfoglaltak. Május 7-én a Hadsereg még mindig előre tört Ábúnban, mikor is felfüggesztette a tevékenységét, mert a felkelők megegyeztek, hogy megadják magukat, és tárgyalásokat kezdenek az evakuálás menetéről. Ugyanakkor bejelentettek egy másik megállapodást, mely alapján Baréból kiviszik a felkelőket. Május 8-án megkezdődött Bare evakuálása, mikor 1500 felkelő és családja hagyta el a területet. Az elkövetkező napokban további felkelők elszállítására számítottak.

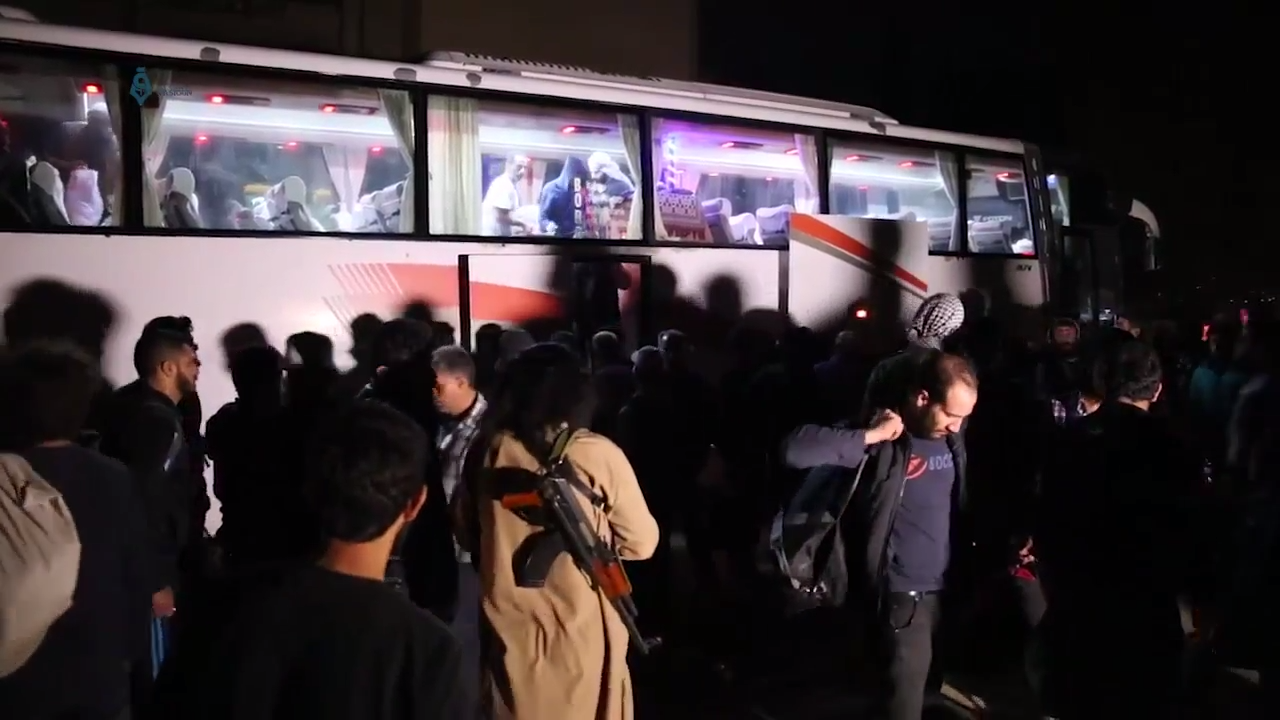
Bare és Tishrin területéről felkelők érkeznek Qalaat al-Madiqba.

Május 10-én a HTS több felkelője azonban megtagadta, hogy evakuálják, mert szerintük ez „erőszakos kitelepítés” volt, és ehelyett a Szíriai Hadsereg damaszkuszi állásait vették célba rakétáikkal. Erre válaszul a Hadsereg megtámadta Ábún felkelők kezén lévő részeit, s ennek eredményeképpen elfoglalt 27 épületet az Al-Taqwa mecset közelében. Eközben a tárgyalások tovább folytak Ábúnról, s ezalatt felfüggesztették Barze evakuálását, mert a kormány nem engedett szabadon 300 foglyot, akikről megállapodtak a tárgyalásokon. Május 12-én, mikor a kormány megígérte, hogy kiengedi a foglyokat, a második csoport felkelő elszállítását készítették elő Barében. Egy új megállapodás jött létre, mely alapján elszállítják a felkelőket és családjaikat Tishreen területéről. A nap végére 700 felkelőt és családjaikat szállították el Baréból, miközben t9bb busznyi embert vittek el Tishreen területéről.
Május 13-án a Hadsereg elkezdte Ábún teljes átvételét, miközben az SOHR jelentése szerint a kerület egyes részei még mindig a felkelők kezén voltak. A nap későbbi részében ismét felfüggesztették a hadsereg tevékenységét, mert egy újabb evakuálási megállapodásról jöttek hírek. Másnap 1500–2400 felkelőt és családtagjaikat szállították el Ábún területéről. A felkelők kivonulását követően a Hadsereg felszámolt több olyan alagutat is, melyek a városrész és a felkelők kezén lévő többi terület között teremtettek kapcsolatot. A katonák szerint az egyik 10 méter mély volt, egy másik pedig „két autónyi széles volt”. A Hadsereg az offenzíva alatt összességében 10 alagutat fedezet fel, és még továbbiak megtalálására számítottak. Május 15-én a még a városban lévő 1300 felkelő és családjuk is elhagyta Ábúnt, így a terület teljes egészében a kormány ellenőrzése alá került.
Május 29-én a felkelők és a kormány között létrejött megállapodás értelmében az utolsó csoportot is átszállították Ábúnból Idlib kormányzóság területére.